# Puchar UEFA (1975/1976)
Puchar UEFA 1975/1976 (ang. 1975–1976 UEFA Cup) – 5. edycja międzynarodowego klubowego turnieju piłki nożnej Puchar UEFA, zorganizowana przez Unię Europejskich Związków Piłkarskich w terminie 17 września 1975 – 19 maja 1976. W rozgrywkach zwyciężyła drużyna Liverpool F.C..

## 1/32 finału
| MSV Duisburg – Enosis Neon Paralimni 7:1 i 3:2 1 14.09 1975 1:0 Mertakas 3s, 1:1 Chatjyannis 11, 2:1 Lehmann 16, 3:1 Lehmann 24, 4:1 Lehmann 25, 5:1 Worm 40, 6:1 Thies 49, 7:1 Worm 87 2 16.09 1975 1:0 Dietz 16, 1:1 A. Konstantinou 19, 2:1 Krause 44, 3:1 Seliger 64, 3:2 Mertakas 85 (mecz w Oberhausen) |
| Glentoran F.C. – AFC Ajax 1:6 i 0:8 1 16.09 1975 0:1 Geels 21, 0:2 Geels 26, 0:3 Meyer 29, 0:4 Geels 47, 0:5 Notten 72, 0:6 Geels 76, 1:6 Jamieson 79 2 01.10 1975 0:1 Notten 20, 0:2 van Dord 25, 0:3 Geels 55, 0:4 Geels 59, 0:5 Geels 65, 0:6 G. Mühren 79, 0:7 Boskamp 88, 0:8 Boskamp 89                 |
| Grasshopper Club Zürich – Real Sociedad 3:3 i 1:1 1 16.09 1975 1:0 Eisener 24, 2:0 Santrac 27, 2:1 Satrustegui 30, 2:2 Satrustegui 32, 3:2 Bosco 62, 3:3 Murillo 65 2 01.10 1975 0:1 Urreistl 37, 1:1 Santrac 79                                                                                              |
| PAOK FC – FC Barcelona 1:0 i 1:6 1 16.09 1975 1:0 Koudas 72 2 01.10 1975 0:1 Neeskens 23, 0:2 Rexach 44, 0:3 Neeskens 59k, 0:4 Rexach 64, 0:5 Cruyff 54, 1:5 Anastasiadis 69, 1:6 Rexach 81 |
| AIK Fotboll – Spartak Moskwa 1:1 i 0:1 1 17.09 1975 0:1 Łowczew 57, 1:1 Leback 58k 2 01.10 1975 0:1 Andriejew 76 |
| Royal Antwerp FC – Aston Villa 4:1 i 1:0 1 17.09 1975 1:0 Heyligen 26, 2:0 Kodat 32, 3:0 Kodat 35, 4:0 Kodat 43, 4:1 Graydon 77 2 01.10 1975 1:0 Kodat 18 |
| Bohemians Praga – Budapesti Honvéd SE 1:2 i 1:1 1 17.09 1975 0:1 Pinter 86, 1:1 Masnik 88, 1:2 Toth 89 2 01.10 1975 0:1 Kocsis 23k, 1:1 Panenka 34 |
| FC Carl Zeiss Jena – Olympique Marsylia 3:0 i 1:0 1 17.09 1975 1:0 Sengewald 33, 2:0 Sengewald 35, 3:0 Kurbjuweit 47 2 01.10 1975 1:0 Irmscher 44 |
| CS Universitatea Craiova – FK Crvena zvezda 1:3 i 1:1 1 17.09 1975 0:1 Savić 17, 1:1 Oblemenco 44, 1:2 Filipović 54, 1:3 Filipović 78 2 01.10 1975 0:1 Filipović 32k, 1:1 Krizan 79 |
| Everton F.C. – A.C. Milan 0:0 i 0:1 1 17.09 1975 2 01.10 1975 0:1 Calloni 68k |
| Feyenoord – Ipswich Town 1:2 i 0:2 1 17.09 1975 0:1 Whymark 32, 1:1 de Jong 68, 1:2 Johnson 77 2 01.10 1975 0:1 Woods 7, 0:2 Whymark 40 |
| GAIS – Śląsk Wrocław 2:1 i 2:4 1 17.09 1975 1:0 Palson 9, 1:1 Kwiatkowski 82, 2:1 Palson 85k 2 01.10 1975 1:0 Hans Johanson 14, 1:1 Sybis 23, 1:2 Sybis 41, 1:3 Sybis 73, 2:3 Hans Johanson 80, 2:4 Pawłowski 85                                                                                              |
| Hertha BSC – Helsingin Jalkapalloklubi 4:1 i 2:1 1 17.09 1975 1:0 Kostedde 4, 2:0 Horr 5, 3:0 Horr 23, 3:1 Kangaskorpi 34, 4:1 Kostedde 56 2 01.10 1975 0:1 Salo 2, 1:1 Sidka 47, 2:1 Grau 50 |
| Hibernian F.C. – Liverpool F.C. 1:0 i 1:3 1 17.09 1975 1:0 Harper 19 2 30.09 1975 0:1 Toshack 22, 0:2 Toshack 53, 0:3 Toshack 64, 1:3? |
| Holbæk BIF – Stal Mielec 0:1 i 1:2 1 17.09 1975 0:1 Sekulski 76 2 01.10 1975 0:1 Karaś 18, 1:1 Torben Hansen 47, 1:2 Krawczyk 54 |
| 1. FC Köln – Boldklubben 1903 2:0 i 3:2 (dog) 1 17.09 1975 1:0 Andersen 17s, 2:0 Löhr 25k 2 01.10 1975 0:1 Kristiansen 14, 0:2 Kristiansen 65, 1:2 Brücken 96, 2:2 Brücken 110, 3:2 Brücken 119 |
| Olympique Lyon – Club Brugge 4:3 i 0:3 1 17.09 1975 0:1 van der Eycken 2, 0:2 van der Eycken 8, 1:2 Jodar 35, 2:2 Miliard 42, 3:2 Miliard 66, 3:3 van der Eycken 80k, 4:3 Mihajlović 87 2 01.10 1975 0:1 van der Eycken 57, 0:2 Valette 63s, 0:3 Chruer 75s                                                   |
| Molde FK – Östers IF 1:0 i 0:6 1 17.09 1975 1:0 Wetterdhal 70 2 01.10 1975 0:1 Svensson 32, 0:2 Matsson 60, 0:3 Eversson 67, 0:4 Ejderstedt 75, 0:5 Matsson 82, 0:6 Isaxsson 90 |
| ASA Târgu Mureș – Dynamo Drezno 2:2 i 1:4 1 17.09 1975 1:0 Mureșan 18, 1:1 Schade 24, 1:2 Heidler 28, 2:2 Fazekas 49 2 01.10 1975 0:1 Heidler 16, 0:2 Heidler 67, 1:2 Mureșan 76, 1:3 Heidler 82, 1:4 Kreische 87                                                                                             |
| Czornomoreć Odessa – S.S. Lazio 1:0 i 0:3 (dog) 1 17.09 1975 1:0 Doroszenko 33 2 01.10 1975 0:1 Chinaglia 89, 0:2 Chinaglia 102, 0:3 Chinaglia 120 |
| FC Porto – Avenir Beggen 7:0 i 3:0 1 17.09 1975 1:0 Julio 10, 2:0 Cubillas 29k, 3:0 Oliveira 60, 4:0 Cubillas 79, 5:0 Cubillas 82, 6:0 Octavio 85, 7:0 Gomes 89 2 01.10 1975 1:0 Julio 10, 2:0 Grilli 44s, 3:0 Semnho 76                                                                                      |
| Rapid Wiedeń – Galatasaray SK 1:0 i 1:3 1 17.09 1975 1:0 Widmann 77 2 01.10 1975 0:1 Sevki 36, 0:2 Gökmen 56, 1:2 Krankl 60, 1:3 Gökmen 87 |
| AS Roma – Dunaw Ruse 2:0 i 0:1 1 17.09 1975 1:0 Pellegrini 5, 2:0 Petrini 21 2 01.10 1975 0:1 Iwanow 63 |
| Torpedo Moskwa – SSC Napoli 4:1 i 1:1 1 17.09 1975 1:0 Griszin 2, 2:0 Sacharow 30k, 2:1 Savoldi 35, 3:1 Griszin 88, 4:1 Bielenkow 90 2 01.10 1975 1:0 Piłatow 15, 1:1 Braglia 37 |
| VÖEST Linz – Vasas SC 2:0 i 0:4 1 17.09 1975 1:0 Scharmann 34, 2:0 Stering 65 2 01.10 1975 0:1 Varadi 8, 0:2 Kovacs 35, 0:3 Varadi 41, 0:4 Izso 51 |
| FK Vojvodina – AEK Ateny 0:0 i 1:3 1 17.09 1975 2 01.10 1975 0:1 Papaioannou 41, 0:2 Papadopoulos 60, 0:3 Wagner 71, 1:3 Rudinski 89 |
| BSC Young Boys – Hamburger SV 0:0 i 2:4 1 17.09 1975 2 01.10 1975 0:1 Reimann 15, 0:2 Berni 50, 1:2 Siegenthaler 65, 1:3 Berni 67, 1:4 Bömmose 85, 2:4 Siegenthaler 87 |
| Athlone Town – Vålerenga Fotball 3:1 i 1:1 1 18.09 1975 1:0 Martin 3, 1:1 Olsen 10, 2:1 Davis 66, 3:1 Davis 85 2 01.10 1975 1:0 Martin 19, 1:1 Dag Olvarson 55 |
| Inter Bratysława – Real Saragossa 5:0 i 3:2 1 18.09 1975 1:0 Levický 16, 2:0 Luprich 57, 3:0 Petras 59, 4:0 Jurkemik 77, 5:0 Sajanek 83 2 01.10 1975 1:0 Jurkemik 10, 1:1 Pepe González 24k, 1:2 Arrua 40, 2:2 Petras 50, 3:2 Mraz 75                                                                         |
| ÍBK Keflavík – Dundee United 0:2 i 0:4 1 23.09 1975 0:1 Narey 4, 0:2 Narey 43 (mecz w Reykjavíku) 2 30.09 1975 0:1 Hall 29, 0:2 Hegarty 58k, 0:3 Sturrock 66, 0:4 Hall 85 |
| Lewski Spartak Sofia – Eskişehirspor 3:0 i 4:1 1 18.09 1975 1:0 Spasow 15, 2:0 Panow 58, 3:0 Spasow 69 2 01.10 1975 1:0 Spasow 7, 2:0 Spasow 12, 3:0 Panow 30, 4:0 Milanow 44, 4:1 Mehmet 44 |
| Sliema Wanderers – Sporting CP 1:2 i 1:3 1 24.09 1975 0:1 Marinho 36, 1:1 Azzopardi 66, 1:2 Manuel Fernandes 89 (mecz w La Valetta) 2 01.10 1975 0:1 Baltazar 39, 1:1 Azzopardi 43, 1:2 da Costa 50, 1:3 Manuel Fernandes 84k                                                                                 |

## 1/16 finału
| MSV Duisburg – Lewski Spartak Sofia 3:2 i 1:2 1 21.10 1975 0:1 Panow 11, 1:1 W. Schneider 17, 1:2 Panow 31, 2:2 Worm 73, 3:2 Krause 91 2 04.11 1975 0:1 Iwkow 49, 1:1 Worm 59, 1:2 Panow 83                                                                |
| Athlone Town – A.C. Milan 0:0 i 0:3 1 22.10 1975 2 05.11 1975 0:1 Vincenzi 63, 0:2 Benetti 70, 0:3 Benetti 79k |
| FC Carl Zeiss Jena – Stal Mielec 1:0 i 0:1 (dog), karne 2:3 1 22.10 1975 1:0 Kurbjuweit 80 2 05.11 1975 0:1 Karaś 80 |
| Dundee United – FC Porto 1:2 i 1:1 1 22.10 1975 0:1 Oliveira 34, 1:1 Rennie 67, 1:2 Seninho 74 2 05.11 1975 1:0 Hegarty 65, 1:1 Seninho 70 |
| Galatasaray SK – Torpedo Moskwa 2:4 i 0:3 1 22.10 1975 0:1 Enver 12s, 0:2 Chroboskin 29, 1:2 Sevi 55, 2:2 Gökmen 57, 2:3 Sacharow 60k, 2:4 Maksimienkow 82 2 05.11 1975 0:1 Degiariew 27, 0:2 Sacharow 68k, 0:3 Budułakin 74                               |
| Hertha BSC – AFC Ajax 1:0 i 1:4 1 22.10 1975 1:0 Kostedde 49 2 05.11 1975 0:1 Brokamp 24, 0:2 Geels 28k, 1:2 Kostedde 41, 1:3 Brokamp 76, 1:4 Meyer 85 |
| Budapesti Honvéd SE – Dynamo Drezno 2:2 i 0:1 1 22.10 1975 0:1 Heidler 31, 0:2 Heidler 42, 1:2 Weimper 66, 2:2 Weimper 80 2 05.11 1975 0:1 Dörner 58k |
| Inter Bratysława – AEK Ateny 2:0 i 1:3 1 22.10 1975 1:0 Luprich 36k, 2:0 Mraz 81 2 05.11 1975 1:0 Novotny 1, 1:1 Tassos 58, 1:2 Tassos 60k, 1:3 Wagner 74                                                                                                  |
| Ipswich Town – Club Brugge 3:0 i 0:4 1 22.10 1975 1:0 Gates 20, 2:0 Peddelty 55, 3:0 Austin 66 2 05.11 1975 0:1 Lambert 11k, 0:2 de Cubber 20, 0:3 Le Févre 40, 0:4 van der Eycken 87                                                                      |
| Spartak Moskwa – 1. FC Köln 2:0 i 1:0 1 22.10 1975 1:0 Łowczew 16, 2:0 Łowczew 89 2 05.11 1975 1:0 Andriejew 62 |
| Östers IF – AS Roma 1:0 i 0:2 1 22.10 1975 1:0 Everson 27 2 05.11 1975 0:1 Pellegrmi 5, 0:2 Boni 49 |
| Real Sociedad – Liverpool F.C. 1:3 i 0:6 1 22.10 1975 0:1 Heighway 18, 0:2 Callaghan 60, 0:3 Thompson 83, 1:3 Amas 87 2 04.11 1975 0:1 Toshack 15, 0:2 Kennedy 30, 0:3 Fairclough 72, 0:4 Kennedy 74, 0:5 Heighway 76, 0:6 Neal 79                         |
| FK Crvena zvezda – Hamburger SV 1:1 i 0:4 1 22.10 1975 1:0 Sušić 23, 1:1 Björnmose 24 2 05.11 1975 0:1 Reimann 14, 0:2 Ettmayer 78, 0:3 Memering 82, 0:4 Reimann 90                                                                                        |
| Śląsk Wrocław – Royal Antwerp FC 1:1 i 2:1 1 22.10 1975 1:0 Pawłowski 38, 1:1 Houwaart 50 2 05.11 1975 1:0 Sybis 36, 2:0 Pawłowski 41, 2:1 de Schriver 57                                                                                                  |
| Vasas SC – Sporting CP 3:1 i 1:2 1 22.10 1975 1:0 Kovacs 63, 1:1 Chico 69, 2:1 Kovacs 79, 3:1 Varadi 86k 2 05.11 1975 0:1 Manuel Fernandes 32, 0:2 Manuel Fernandes 70, 1:2 Gass 76                                                                        |
| S.S. Lazio – FC Barcelona 0:3vo i 0:4 1 22.10 1975 klub Lazio odmówił rozegrania meczu u siebie w obawie przed antyhiszpańskimi rozruchami – przyznano walkower 0:3 dla Barcelony 2 05.11 1975 0:1 Sotil 6, 0:2 Cruijff 43, 0:3 Meeskens 79, 0:4 Fortes 82 |

## 1/8 finału
| AFC Ajax – Lewski Spartak Sofia 2:1 i 1:2 (dog), karne 3:5 1 26.11 1975 1:0 Geels 33, 2:0 Steffenhagen 76, 2:1 Wojnow 85 2 10.12 1975 0:1 Panow 33, 1:1 Geels 63, 1:2 Panow 67                              |
| FC Barcelona – Vasas SC 3:1 i 1:0 1 26.11 1975 1:0 Migueli 16, 1:1 Müller 26, 2:1 Rexach 37, 3:1 Neeskens 39 2 10.12 1975 1:0 Fortes 15                                                                     |
| Club Brugge – AS Roma 1:0 i 1:0 1 26.11 1975 1:0 Cools 42 2 10.12 1975 1:0 Lambert 69 |
| Dynamo Drezno – Torpedo Moskwa 3:0 i 1:3 1 26.11 1975 1:0 Riedel 30, 2:0 Riedel 75, 3:0 Kreische 89 2 10.12 1975 0:1 Degtiariew 17, 0:2 Petrenko 23, 1:2 Heidler 70, 1:3 Degtiariew 81 (mecz w Symferopolu) |
| Hamburger SV – FC Porto 2:0 i 1:2 1 26.11 1975 1:0 Murca 15s, 2:0 Volkert 89k 2 10.12 1975 1:0 Reimann 29, 1:1 Julio 31, 1:2 Cubillas 72                                                                    |
| Inter Bratysława – Stal Mielec 1:0 i 0:2 1 26.11 1975 1:0 Sajanek 89 2 10.12 1975 0:1 Sekulski 75, 0:2 Karaś 85                                                                                             |
| Śląsk Wrocław – Liverpool F.C. 1:2 i 0:3 1 26.11 1975 0:1 R. Faber 60s, 0:2 Toshack 73, 1:2 Pawłowski 79 2 10.12 1975 0:1 Case 22, 0:2 Case 29, 0:3 Case 46                                                 |
| A.C. Milan – Spartak Moskwa 4:0 i 0:2 1 26.11 1975 1:0 Calloni 19, 2:0 Bigon 48, 3:0 Maldera 51, 4:0 Calloni 71 2 10.12 1975 0:1 Papajew 60, 0:2 Łowczew 84 (mecz w Soczi)                                  |

## 1/4 finału
| FC Barcelona – Lewski Spartak Sofia 4:0 i 4:5 1 03.03 1976 1:0 Neeskens 38, 2:0 Marcial 44, 3:0 Asensi 80, 4:0 Heredia 89 2 17.03 1976 0:1 Panow 7, 0:2 Jordanow 9, 1:2 Marcial 38, 1:3 Spasow 47, 2:3 Heredia 57, 3:3 Neeskens 62k, 4:3 Neeskens 76, 4:4 Jordanow 87, 4:5 Panow 89k |
| Club Brugge – A.C. Milan 2:0 i 1:2 1 03.03 1976 1:0 Le Fevre 5, 2:0 Krieger 62 2 17.03 1976 0:1 Bigon 31, 0:2 Chiarugi 65, 1:2 Sanders 74 |
| Dynamo Drezno – Liverpool F.C. 0:0 i 1:2 1 03.03 1976 2 17.03 1976 0:1 Case 24, 0:2 Keegan 47, 1:2 Heidler 63 |
| Hamburger SV – Stal Mielec 1:1 i 1:0 1 03.03 1976 1:0 Bertl 11, 1:1 Oratowski 46 2 17.03 1976 1:0 Nogly 17 |

## 1/2 finału
| FC Barcelona – Liverpool F.C. 0:1 i 1:1 1 30.03 1976 0:1 Toshack 13 2 14.04 1976 0:1 Thompson 51, 1:1 Rexach 52 |
| Hamburger SV – Club Brugge 1:1 i 0:1 1 31.03 1976 0:1 Lambert 48, 1:1 Reimann 77 2 14.04 1976 0:1 Kaltz 85s     |

## Finał
| Liverpool F.C. – Club Brugge 3:2 i 1:1 |
| 28 kwietnia 1976 Liverpool Anfield Road (56 000) Liverpool F.C. – Club Brugge 3:2 (0:2) Sędzia: Ferdinand Biwersi (Niemcy) Bramki: 0:1 Raoul Lambert 5, 0:2 Julien Cools 15, 1:2 Ray Kenndey 59, 2:2 Jimmy Case 61, 3:2 Kevin Keegan 65k Liverpool Football Club (trener Bob Paisley): Ray Clemence – Tommy Smith, Phil Neal, Phil Thompson, Emlyn Hughes (kapitan), Kevin Keegan, Ray Kennedy, Ian Callaghan, David Fairclough, Steve Heighway, John Toshack (46 Jimmy Case) Club Brugge Koninklijke Voetbalvereniging (trener Ernst Happel): Birger Jensen – Alfons Bastijns (kapitan), Eduard Krieger, Georges Leekens, Jos Volders, Julien Cools, René Vandereycken, Dany de Cubber, Roger van Gool, Raoul Lambert, Ulrik Le Fèvre |
| 19 maja 1976 Brugia OIympiastadion (32 000) Club Brugge – Liverpool F.C. 1:1 (1:1) Sędzia: Rudi Glöckner (NRD) Bramki: 1:0 Raoul Lambert 11k, 1:1 Kevin Keegan 15 Club Brugge Koninklijke Voetbalvereniging (trener Ernst Happel): Birger Jensen – Alfons Bastijns (kapitan), Eduard Krieger, Georges Leekens, Jos Volders, Julien Cools, René Vendereycken, Dany de Cubber (68 Dirk Hinderyckx), Roger van Gool, Raoul Lambert (75 Dirk Sanders), Ulrik Le Fèvre Liverpool Football Club (trener Bob Paisley): Ray Clemence – Tommy Smith, Phil Neal, Phil Thompson, Emlyn Hughes (kapitan), Kevin Keegan, Ray Kennedy, Ian Callaghan, Jimmy Case, Steve Heighway, John Toshack (62 David Fairclough)                                 |